# Kanton Dampierre
Kanton Dampierre (francouzsky Canton de Dampierre) je francouzský kanton v departementu Jura v regionu Franche-Comté. Tvoří ho 14 obcí.

## Obce kantonu
- La Barre
- La Bretenière
- Courtefontaine
- Dampierre
- Étrepigney
- Évans
- Fraisans
- Monteplain
- Orchamps
- Our
- Plumont
- Ranchot
- Rans
- Salans